# Delma petersoni
Espèce
Synonymes
- Delma fraseri petersoni Shea, 1991

Delma petersoni est une espèce de geckos de la famille des Pygopodidae.

## Répartition
Cette espèce est endémique d'Australie. Elle se rencontre dans le sud-est de l'Australie-Méridionale et en Australie-Occidentale limitrophe.

## Étymologie
Cette espèce est nommée en l'honneur de Magnus Peterson.

## Publication originale
- Shea, 1991 : Revisionary notes on the genus Delma (Squamata: Pygopodidae) in South Australia and the Northern Territory. Records of the South Australian Museum, vol. 25, p. 71-90 (texte intégral).